# Billy Idol/Diskografie
Diese Diskografie ist eine Übersicht über die musikalischen Werke des britischen Sängers Billy Idol. Den Quellenangaben zufolge hat er bisher mehr als 40 Millionen Tonträger verkauft, davon alleine in seiner Heimat über 1,7 Millionen. Seine erfolgreichste Veröffentlichung ist das Album Rebel Yell mit über 3,1 Millionen verkauften Einheiten.

## Alben

### Studioalben
| Jahr | Titel Musiklabel                              | Höchstplatzierung, Gesamtwochen, AuszeichnungChartplatzierungen (Jahr, Titel, Musiklabel, Platzierungen, Wochen, Auszeichnungen, Anmerkungen) | Höchstplatzierung, Gesamtwochen, AuszeichnungChartplatzierungen (Jahr, Titel, Musiklabel, Platzierungen, Wochen, Auszeichnungen, Anmerkungen) | Höchstplatzierung, Gesamtwochen, AuszeichnungChartplatzierungen (Jahr, Titel, Musiklabel, Platzierungen, Wochen, Auszeichnungen, Anmerkungen) | Höchstplatzierung, Gesamtwochen, AuszeichnungChartplatzierungen (Jahr, Titel, Musiklabel, Platzierungen, Wochen, Auszeichnungen, Anmerkungen) | Höchstplatzierung, Gesamtwochen, AuszeichnungChartplatzierungen (Jahr, Titel, Musiklabel, Platzierungen, Wochen, Auszeichnungen, Anmerkungen) | Anmerkungen                              |
| Jahr | Titel Musiklabel                              | DE | AT | CH | UK | US | Anmerkungen                              |
| ---- | --------------------------------------------- | --- | --- | --- | --- | --- | ---------------------------------------- |
| 1982 | Billy Idol Chrysalis Records                  | — | — | — | — | US45 Gold · (104 Wo.)US | Erstveröffentlichung: 16. Juli 1982      |
| 1983 | Rebel Yell Chrysalis Records                  | DE2 Gold · (50 Wo.)DE | — | CH16 (13 Wo.)CH | UK36 Silber · (11 Wo.)UK | US6 ×2Doppelplatin · (82 Wo.)US | Erstveröffentlichung: 10. November 1983  |
| 1986 | Whiplash Smile Chrysalis Records              | DE9 Gold · (40 Wo.)DE | AT18 (14 Wo.)AT | CH4 Gold · (20 Wo.)CH | UK8 Gold · (20 Wo.)UK | US6 Platin · (47 Wo.)US | Erstveröffentlichung: 20. September 1986 |
| 1990 | Charmed Life Chrysalis Records                | DE5 Gold · (27 Wo.)DE | AT11 (6 Wo.)AT | CH4 (15 Wo.)CH | UK15 Silber · (8 Wo.)UK | US11 Platin · (39 Wo.)US | Erstveröffentlichung: 30. April 1990     |
| 1993 | Cyberpunk Chrysalis Records                   | DE13 (20 Wo.)DE | AT5 (14 Wo.)AT | CH15 (12 Wo.)CH | UK20 (2 Wo.)UK | US48 (7 Wo.)US | Erstveröffentlichung: 21. Juni 1993      |
| 2005 | Devil’s Playground Sanctuary Records          | DE15 (14 Wo.)DE | AT34 (4 Wo.)AT | CH32 (7 Wo.)CH | UK78 (1 Wo.)UK | US46 (5 Wo.)US | Erstveröffentlichung: 18. März 2005      |
| 2014 | Kings & Queens of the Underground BFI Records | DE8 (5 Wo.)DE | AT17 (1 Wo.)AT | CH10 (6 Wo.)CH | UK35 (2 Wo.)UK | US34 (2 Wo.)US | Erstveröffentlichung: 17. Oktober 2014   |
| 2025 | Dream Into It BFI Records                     | DE2 (1 Wo.)DE | AT5 (2 Wo.)AT | CH3 (2 Wo.)CH | UK79 (1 Wo.)UK | — | Erstveröffentlichung: 25. April 2025     |

grau schraffiert: keine Chartdaten aus diesem Jahr verfügbar

### Livealben
| Jahr | Titel            | Höchstplatzierung, Gesamtwochen, AuszeichnungChartplatzierungen (Jahr, Titel, Platzierungen, Wochen, Auszeichnungen, Anmerkungen) | Höchstplatzierung, Gesamtwochen, AuszeichnungChartplatzierungen (Jahr, Titel, Platzierungen, Wochen, Auszeichnungen, Anmerkungen) | Höchstplatzierung, Gesamtwochen, AuszeichnungChartplatzierungen (Jahr, Titel, Platzierungen, Wochen, Auszeichnungen, Anmerkungen) | Höchstplatzierung, Gesamtwochen, AuszeichnungChartplatzierungen (Jahr, Titel, Platzierungen, Wochen, Auszeichnungen, Anmerkungen) | Höchstplatzierung, Gesamtwochen, AuszeichnungChartplatzierungen (Jahr, Titel, Platzierungen, Wochen, Auszeichnungen, Anmerkungen) | Anmerkungen                            |
| Jahr | Titel            | DE | AT | CH | UK | US | Anmerkungen                            |
| ---- | ---------------- | --- | --- | --- | --- | --- | -------------------------------------- |
| 2002 | VH1 Storytellers | DE14 (9 Wo.)DE | — | CH76 (4 Wo.)CH | — | — | Erstveröffentlichung: 25. Februar 2002 |

Weitere Livealben
- 2003: Live in Verona, NY (2 CDs)
- 2016: BFI Live! (3-fach LP, limitierte (2000 Stück) und nummerierte Auflage, exklusiv zum Record Store Day 2016)[3]

### Kompilationen
| Jahr | Titel                              | Höchstplatzierung, Gesamtwochen, AuszeichnungChartplatzierungen (Jahr, Titel, Platzierungen, Wochen, Auszeichnungen, Anmerkungen) | Höchstplatzierung, Gesamtwochen, AuszeichnungChartplatzierungen (Jahr, Titel, Platzierungen, Wochen, Auszeichnungen, Anmerkungen) | Höchstplatzierung, Gesamtwochen, AuszeichnungChartplatzierungen (Jahr, Titel, Platzierungen, Wochen, Auszeichnungen, Anmerkungen) | Höchstplatzierung, Gesamtwochen, AuszeichnungChartplatzierungen (Jahr, Titel, Platzierungen, Wochen, Auszeichnungen, Anmerkungen) | Höchstplatzierung, Gesamtwochen, AuszeichnungChartplatzierungen (Jahr, Titel, Platzierungen, Wochen, Auszeichnungen, Anmerkungen) | Anmerkungen                         |
| Jahr | Titel                              | DE | AT | CH | UK | US | Anmerkungen                         |
| ---- | ---------------------------------- | --- | --- | --- | --- | --- | ----------------------------------- |
| 1988 | Idol Songs – 11 of the Best        | DE14 (35 Wo.)DE | AT11 Gold · (10 Wo.)AT | CH6 Gold · (14 Wo.)CH | UK2 Platin · (25 Wo.)UK | — | Erstveröffentlichung: 20. Juni 1988 |
| 2001 | Greatest Hits                      | DE12 Gold · (14 Wo.)DE | AT43 (6 Wo.)AT | CH30 (11 Wo.)CH | UK— GoldUK | US74 Platin · (27 Wo.)US | Erstveröffentlichung: 27. März 2001 |
| 2008 | Idolize Yourself: The Very Best Of | DE38 (6 Wo.)DE | — | CH72 (6 Wo.)CH | UK37 (2 Wo.)UK | US73 (3 Wo.)US | Erstveröffentlichung: 20. Juni 2008 |

Weitere Kompilationen
- 1991: Idol Rocks
- 1995: The Originals (Box mit 3 CDs)
- 2003: The Essential
- 2009: 10 Great Songs
- 2011: Essential
- 2012: So80s (Soeighties) Presents Billy Idol (Sammlung von Maxiversionen)

### Remixalben
| Jahr | Titel      | Höchstplatzierung, Gesamtwochen, AuszeichnungChartplatzierungen (Jahr, Titel, Platzierungen, Wochen, Auszeichnungen, Anmerkungen) | Höchstplatzierung, Gesamtwochen, AuszeichnungChartplatzierungen (Jahr, Titel, Platzierungen, Wochen, Auszeichnungen, Anmerkungen) | Höchstplatzierung, Gesamtwochen, AuszeichnungChartplatzierungen (Jahr, Titel, Platzierungen, Wochen, Auszeichnungen, Anmerkungen) | Höchstplatzierung, Gesamtwochen, AuszeichnungChartplatzierungen (Jahr, Titel, Platzierungen, Wochen, Auszeichnungen, Anmerkungen) | Höchstplatzierung, Gesamtwochen, AuszeichnungChartplatzierungen (Jahr, Titel, Platzierungen, Wochen, Auszeichnungen, Anmerkungen) | Anmerkungen                                                                   |
| Jahr | Titel      | DE | AT | CH | UK | US | Anmerkungen                                                                   |
| ---- | ---------- | --- | --- | --- | --- | --- | ----------------------------------------------------------------------------- |
| 1985 | Vital Idol | DE8 Gold · (26 Wo.)DE | — | CH24 (3 Wo.)CH | UK7 Platin · (34 Wo.)UK | US10 Platin · (29 Wo.)US | Erstveröffentlichung: Juni 1985 Remixe von Hits der ersten beiden Studioalben |

### EPs
| Jahr | Titel        | Höchstplatzierung, Gesamtwochen, AuszeichnungChartplatzierungen (Jahr, Titel, Platzierungen, Wochen, Auszeichnungen, Anmerkungen) | Höchstplatzierung, Gesamtwochen, AuszeichnungChartplatzierungen (Jahr, Titel, Platzierungen, Wochen, Auszeichnungen, Anmerkungen) | Höchstplatzierung, Gesamtwochen, AuszeichnungChartplatzierungen (Jahr, Titel, Platzierungen, Wochen, Auszeichnungen, Anmerkungen) | Höchstplatzierung, Gesamtwochen, AuszeichnungChartplatzierungen (Jahr, Titel, Platzierungen, Wochen, Auszeichnungen, Anmerkungen) | Höchstplatzierung, Gesamtwochen, AuszeichnungChartplatzierungen (Jahr, Titel, Platzierungen, Wochen, Auszeichnungen, Anmerkungen) | Anmerkungen                              |
| Jahr | Titel        | DE | AT | CH | UK | US | Anmerkungen                              |
| ---- | ------------ | --- | --- | --- | --- | --- | ---------------------------------------- |
| 1981 | Don’t Stop   | — | — | — | — | US71 (68 Wo.)US | Erstveröffentlichung: Oktober 1981       |
| 2021 | The Roadside | DE11 (2 Wo.)DE | AT43 (1 Wo.)AT | CH9 (4 Wo.)CH | — | US176 (1 Wo.)US | Erstveröffentlichung: 17. September 2021 |
| 2022 | The Cage     | DE36 (2 Wo.)DE | — | CH9 (2 Wo.)CH | — | — | Erstveröffentlichung: 23. September 2022 |

grau schraffiert: keine Chartdaten aus diesem Jahr verfügbar

### Weihnachtsalben
| Jahr | Titel                      | Höchstplatzierung, Gesamtwochen, AuszeichnungChartplatzierungen (Jahr, Titel, Platzierungen, Wochen, Auszeichnungen, Anmerkungen) | Höchstplatzierung, Gesamtwochen, AuszeichnungChartplatzierungen (Jahr, Titel, Platzierungen, Wochen, Auszeichnungen, Anmerkungen) | Höchstplatzierung, Gesamtwochen, AuszeichnungChartplatzierungen (Jahr, Titel, Platzierungen, Wochen, Auszeichnungen, Anmerkungen) | Höchstplatzierung, Gesamtwochen, AuszeichnungChartplatzierungen (Jahr, Titel, Platzierungen, Wochen, Auszeichnungen, Anmerkungen) | Höchstplatzierung, Gesamtwochen, AuszeichnungChartplatzierungen (Jahr, Titel, Platzierungen, Wochen, Auszeichnungen, Anmerkungen) | Anmerkungen                            |
| Jahr | Titel                      | DE | AT | CH | UK | US | Anmerkungen                            |
| ---- | -------------------------- | --- | --- | --- | --- | --- | -------------------------------------- |
| 2006 | Happy Holidays Bodog Music | DE50 a (1 Wo.)DE | — | CH76 a (1 Wo.)CH | — | — | Erstveröffentlichung: 23. Oktober 2006 |

## Singles
| Jahr | Titel Album                                     | Höchstplatzierung, Gesamtwochen, AuszeichnungChartplatzierungen (Jahr, Titel, Album, Platzierungen, Wochen, Auszeichnungen, Anmerkungen) | Höchstplatzierung, Gesamtwochen, AuszeichnungChartplatzierungen (Jahr, Titel, Album, Platzierungen, Wochen, Auszeichnungen, Anmerkungen) | Höchstplatzierung, Gesamtwochen, AuszeichnungChartplatzierungen (Jahr, Titel, Album, Platzierungen, Wochen, Auszeichnungen, Anmerkungen) | Höchstplatzierung, Gesamtwochen, AuszeichnungChartplatzierungen (Jahr, Titel, Album, Platzierungen, Wochen, Auszeichnungen, Anmerkungen) | Höchstplatzierung, Gesamtwochen, AuszeichnungChartplatzierungen (Jahr, Titel, Album, Platzierungen, Wochen, Auszeichnungen, Anmerkungen) | Höchstplatzierung, Gesamtwochen, AuszeichnungChartplatzierungen (Jahr, Titel, Album, Platzierungen, Wochen, Auszeichnungen, Anmerkungen) | Anmerkungen |
| Jahr | Titel Album                                     | DE | AT | CH | UK | US | Dance | Anmerkungen |
| ---- | ----------------------------------------------- | --- | --- | --- | --- | --- | --- | --- |
| 1980 | Dancing with Myself Kiss Me Deadly / Don’t Stop | — | — | — | UK60 (6 Wo.)UK | — | Dance27 (27 Wo.)Dance | Erstveröffentlichung: 3. Oktober 1980 mit Gen X Autoren: Tony James, Billy Idol                                                                                       |
| 1981 | Mony Mony Don’t Stop                            | — | — | — | — | — | Dance7 (19 Wo.)Dance | Erstveröffentlichung: 24. August 1981 Autoren: Tommy James, Bo Gentry, Ritchie Cordell und Bobby Bloom Original: Tommy James & the Shondells, 1968 B-Seite: Baby Talk |
| 1982 | Hot in the City Billy Idol                      | — | AT5 (8 Wo.)AT | — | UK58 (4 Wo.)UK | US23 (17 Wo.)US | — | Erstveröffentlichung: 27. Mai 1982 Autor: Billy Idol |
| 1982 | White Wedding Billy Idol                        | — | — | — | UK6 Platin · (16 Wo.)UK | US36 (13 Wo.)US | Dance10 (18 Wo.)Dance | Erstveröffentlichung: 16. Juli 1982 Charteintritt in UK erst im Juli 1985 Autor: Billy Idol                                                                           |
| 1983 | Rebel Yell                                      | DE— GoldDE | — | — | UK62 Silber · (4 Wo.)UK | US46 (14 Wo.)US | Dance50 (9 Wo.)Dance | Erstveröffentlichung: 24. Oktober 1983 Autoren: Billy Idol, Steve Stevens                                                                                             |
| 1984 | Eyes Without a Face Rebel Yell                  | DE10 (18 Wo.)DE | — | CH21 (4 Wo.)CH | UK18 Silber · (13 Wo.)UK | US4 (22 Wo.)US | Dance63 (2 Wo.)Dance | Erstveröffentlichung: April 1984 Autoren: Billy Idol, Steve Stevens                                                                                                   |
| 1984 | Flesh for Fantasy Rebel Yell                    | DE11 (20 Wo.)DE | — | CH20 (9 Wo.)CH | UK54 (3 Wo.)UK | US29 (12 Wo.)US | Dance21 (9 Wo.)Dance | Erstveröffentlichung: August 1984 Autoren: Billy Idol, Steve Stevens                                                                                                  |
| 1984 | Catch My Fall Rebel Yell                        | DE11 (13 Wo.)DE | — | — | UK63 (3 Wo.)UK | US50 (11 Wo.)US | — | Erstveröffentlichung: Oktober 1984 Charteintritt in UK erst im August 1988 Autoren: Billy Idol, Steve Stevens                                                         |
| 1985 | Rebel Yell (Reissue) Rebel Yell                 | — | — | — | UK6 (14 Wo.)UK | — | — | Erstveröffentlichung: September 1985 |
| 1986 | To Be a Lover Whiplash Smile                    | DE28 (15 Wo.)DE | — | CH7 (10 Wo.)CH | UK22 (8 Wo.)UK | US6 (18 Wo.)US | — | Erstveröffentlichung: 23. September 1986 Autoren: Booker T. Jones, William Bell Original: William Bell, 1968                                                          |
| 1987 | Don’t Need a Gun Whiplash Smile                 | DE36 (11 Wo.)DE | — | CH29 (2 Wo.)CH | UK26 (5 Wo.)UK | US37 (9 Wo.)US | Dance33 (6 Wo.)Dance | Erstveröffentlichung: Januar 1987 Autor: Billy Idol |
| 1987 | Sweet Sixteen Whiplash Smile                    | DE2 (21 Wo.)DE | AT5 (12 Wo.)AT | CH12 (14 Wo.)CH | UK17 (9 Wo.)UK | US20 (14 Wo.)US | — | Erstveröffentlichung: 30. März 1987 Autor: Billy Idol |
| 1987 | Mony Mony (Live) –                              | DE38 (10 Wo.)DE | — | CH13 (9 Wo.)CH | UK7 (11 Wo.)UK | US1 (22 Wo.)US | — | Erstveröffentlichung: August 1987 Aufnahme: Westlake Audio & Musicland West, Juli 1981                                                                                |
| 1987 | Hot in the City (Exterminator Mix) –            | — | — | CH19 (5 Wo.)CH | UK13 (10 Wo.)UK | US23 (10 Wo.)US | — | Erstveröffentlichung: Dezember 1987 |
| 1990 | Cradle of Love Charmed Life                     | DE38 (10 Wo.)DE | — | CH11 (6 Wo.)CH | UK34 (4 Wo.)UK | US2 Gold · (24 Wo.)US | — | Erstveröffentlichung: 30. April 1990 Autor: David Werner |
| 1990 | L. A. Woman Charmed Life                        | — | — | — | UK70 (3 Wo.)UK | US52 (9 Wo.)US | — | Erstveröffentlichung: 30. Juli 1990 Autoren: Jim Morrison, John Densmore, Ray Manzarek, Robby Krieger Original: The Doors, 1971                                       |
| 1990 | Prodigal Blues Charmed Life                     | — | — | — | UK47 (4 Wo.)UK | — | — | Erstveröffentlichung: 1. Dezember 1990 Autor: Billy Idol |
| 1993 | Heroin Cyberpunk                                | — | — | — | — | — | Dance16 (10 Wo.)Dance | Erstveröffentlichung: Mai 1993 Autor: Lou Reed; Original: The Velvet Underground, 1967                                                                                |
| 1993 | Shock to the System Cyberpunk                   | — | — | CH37 (5 Wo.)CH | UK30 (3 Wo.)UK | — | — | Erstveröffentlichung: Juni 1993 Autoren: Billy Idol, Mark Younger-Smith                                                                                               |
| 1994 | Speed Speed (O.S.T)                             | — | — | — | UK47 (2 Wo.)UK | — | — | Erstveröffentlichung: September 1994 Autoren: Billy Idol, Steve Stevens                                                                                               |
| 2005 | Scream Devil’s Playground                       | DE54 (5 Wo.)DE | — | — | — | — | — | Erstveröffentlichung: März 2005 Autoren: Billy Idol, Brian Tichy |

Weitere Singles
- 1986: An Interview with B.I.L.L.Y I.D.O.L
- 1986: Interview Oct. 23, 1986 (VAS 2610)
- 1986: Soul Standing By
- 1988: Catch My Fall – Re-Mix Fix
- 1993: Adam in Chains
- 1993: Wasteland
- 2005: Plastic Jesus
- 2005: Don’t You (Forget About Me)
- 2005: Sherri
- 2006: Jingle Bell Rock
- 2006: White Christmas
- 2007: Club Wedding (Trashcan Jack vs. Billy Idol)
- 2008: John Wayne
- 2008: New Future Weapon
- 2014: Can’t Break Me Down
- 2015: Save me Now
- 2021: Bitter Taste
- 2022: Cage
- 2025: Still Danicng
- 2025: 77 (feat. Avril Lavigne)

## Videoalben
- 1985: Vital Idol
- 1987: More Vital Idol
- 1987: Mony Mony
- 1990: Charmed Life
- 1993: Cyberpunk
- 2002: VH1 Storytellers – Live & Unplugged
- 2007: The Clips
- 2008: The Very Best of – Idolize Yourself
- 2008: Sight & Sound: Classic Performance Live (DVD + CD VH1 Storytellers)
- 2009: The Videos
- 2009: Super Overdrive Live
- 2023: Billy Idol: State Line

## Sonderveröffentlichungen
Livealben
- 2023: Live from the Roxy, 1982 (Teil von Billy Idol (Expanded Edition))

## Statistik

### Chartauswertung
|                     | DE     | AT    | CH     | UK     | US     |
| ------------------- | ------ | ----- | ------ | ------ | ------ |
| Nummer-eins-Alben   | DE—DE  | AT—AT | CH—CH  | UK—UK  | US—US  |
| Top-10-Alben        | DE6DE  | AT2AT | CH7CH  | UK3UK  | US3US  |
| Alben in den Charts | DE15DE | AT9AT | CH14CH | UK10UK | US12US |

|                       | DE    | AT    | CH    | UK     | US     | Dance       |
| --------------------- | ----- | ----- | ----- | ------ | ------ | ----------- |
| Nummer-eins-Singles   | DE—DE | AT—AT | CH—CH | UK—UK  | US1US  | Dance—Dance |
| Top-10-Singles        | DE2DE | AT2AT | CH1CH | UK3UK  | US4US  | Dance2Dance |
| Singles in den Charts | DE9DE | AT2AT | CH9CH | UK18UK | US13US | Dance8Dance |

### Auszeichnungen für Musikverkäufe
| Silberne Schallplatte - Neuseeland - 1987: für die Single Mony Mony (Live) Goldene Schallplatte - Australien - 1990: für die Single Cradle of Love - 1990: für das Album Charmed Life - 2005: für das Videoalbum VH1 Storytellers – Live & Unplugged - Brasilien - 2023: für das Lied Night Crawling - 2024: für die Single Eyes Without a Face - Finnland - 1988: für das Album Whiplash Smile - 2001: für das Album Greatest Hits - Frankreich - 1991: für das Album Vital Idol - 1991: für das Album Idol Songs – 11 of the Best - Italien - 2024: für die Single Eyes Without a Face - Kanada - 1983: für die Single White Wedding - 1985: für die Single Flesh For Fantasy - 1986: für die Single To Be a Lover - 1987: für die Single Mony Mony (Live) - Neuseeland - 2021: für die Single Idolize Yourself: The Very Best Of - Norwegen - 2001: für das Album Greatest Hits - Schweden - 1989: für das Album Idol Songs – 11 of the Best | Platin-Schallplatte - Australien - 1991: für das Album Idol Songs – 11 of the Best - Brasilien - 2024: für das Album Rebel Yell - Finnland - 1988: für das Album Idol Songs – 11 of the Best - Kanada - 1983: für das Album Billy Idol - 1990: für das Album Charmed Life - Neuseeland - 2001: für das Album Greatest Hits - 2021: für die Single White Wedding - 2021: für die Single Rebel Yell 2× Platin-Schallplatte - Neuseeland - 1987: für das Album Whiplash Smile - 1988: für das Album Vital Idol 3× Platin-Schallplatte - Kanada - 1990: für das Album Whiplash Smile - Neuseeland - 1984: für das Album Billy Idol - 1985: für das Album Rebel Yell 4× Platin-Schallplatte - Kanada - 1990: für das Album Vital Idol 5× Platin-Schallplatte - Kanada - 1985: für das Album Rebel Yell |

Anmerkung: Auszeichnungen in Ländern aus den Charttabellen bzw. Chartboxen sind in ebendiesen zu finden.
| Land/RegionAuszeichnungen für Musikverkäufe (Land/Region, Auszeichnungen, Verkäufe, Quellen) | Silber     | Gold       | Platin       | Verkäufe  | Quellen                                                    |
| -------------------------------------------------------------------------------------------- | ---------- | ---------- | ------------ | --------- | ---------------------------------------------------------- |
| Australien (ARIA)                                                                            | —          | 3× Gold3   | Platin1      | 147.500   | aria.com.au                                                |
| Brasilien (PMB)                                                                              | —          | 2× Gold2   | Platin1      | 300.000   | pro-musicabr.org.br                                        |
| Deutschland (BVMI)                                                                           | —          | 6× Gold6   | —            | 1.550.000 | musikindustrie.de                                          |
| Finnland (IFPI)                                                                              | —          | 2× Gold2   | Platin1      | 93.526    | ifpi.fi                                                    |
| Frankreich (SNEP)                                                                            | —          | 2× Gold2   | —            | 200.000   | infodisc.fr                                                |
| Italien (FIMI)                                                                               | —          | Gold1      | —            | 50.000    | fimi.it                                                    |
| Kanada (MC)                                                                                  | —          | 4× Gold4   | 14× Platin14 | 1.600.000 | musiccanada.com                                            |
| Neuseeland (RMNZ)                                                                            | Silber1    | Gold1      | 13× Platin13 | 287.500   | aotearoamusiccharts.co.nz NZ2 NZ3                          |
| Norwegen (IFPI)                                                                              | —          | Gold1      | —            | 25.000    | ifpi.no (Memento vom 5. November 2012 im Internet Archive) |
| Österreich (IFPI)                                                                            | —          | Gold1      | —            | 25.000    | ifpi.at                                                    |
| Schweden (IFPI)                                                                              | —          | Gold1      | —            | 50.000    | ifpi.se (Memento vom 21. Mai 2012 im Internet Archive)     |
| Schweiz (IFPI)                                                                               | —          | 2× Gold2   | —            | 50.000    | hitparade.ch                                               |
| Vereinigte Staaten (RIAA)                                                                    | —          | 2× Gold2   | 6× Platin6   | 7.000.000 | riaa.com                                                   |
| Vereinigtes Königreich (BPI)                                                                 | 4× Silber4 | 2× Gold2   | 3× Platin3   | 1.920.000 | bpi.co.uk                                                  |
| Insgesamt                                                                                    | 5× Silber5 | 30× Gold30 | 39× Platin39 |           |                                                            |